# کلوتیزولام
کلوتیزولام (انگلیسی: Clotizolam) یک مشتق تینوتریازولودیازپین است که برای نخستین بار در دهه ۱۹۷۰ اختراع شد، که در سال‌های اخیر به عنوان یک داروی طراح به فروش می‌رسد. مانند سایر تینوتریازولودیازپین‌های مرتبط، اثرات آرام‌بخش، ضداضطراب، ضد تشنج و شل‌کننده عضلانی ایجاد می‌کند و همچنین به عنوان یک مهارکننده عامل فعال‌کننده پلاکت (PAF) عمل می‌کند.